# Sophie Dabat
Pour les articles homonymes, voir Dabat.
Sophie Dabat, née le 12 janvier 1979 à Marseille, est une traductrice, correctrice et écrivaine de fantasy française.

## Biographie
Architecte de formation, Sophie Dabat a d'abord été publiée dans plusieurs fanzines (Coprophanaeüs, Horrifique, Éclats de Rêves  et autres) et revues (Borderline, Le Calepin jaune) avant d'être présente dans diverses anthologies de fantastique et de fantasy (aux éditions Parchemins et Traverses, Souffle court éditions, éditions Les Six Brumes)[réf. nécessaire].
En 2006, elle entame une licence d'anglais à l'université de Rennes II en formation continue, tout en se lançant comme traductrice, correctrice et lectrice (éditions Nathan, Soleil, les Moutons électriques éditeur). Durant cette période, elle collabore à la revue 'Faëries pour la traduction de plusieurs nouvelles, ainsi que l'écriture d'articles pour des dossiers (en partenariat avec Lucie Chenu) ainsi qu'à la revue Khimaira pour de nombreuses chroniques de livres et interviews (Laurell K. Hamilton, Kelley Armstrong, Catherine Dufour, Charlotte Bousquet).
À partir de 2009, elle se lance dans l'écriture d'un roman de fantastique « young adults » qui sort en 2010 sous le nom de Changelins, T1 : Évolution, en même temps qu'un essai sur sa littérature de prédilection, la bit-lit (Bit-lit ! L'amour des vampires, chez les Moutons électriques éditeur).
Depuis, la série Changelins a été rééditée au format poche aux éditions du Riez, sous la forme d'une trilogie, Le Sang des chimères, dont le dernier tome est paru en 2014.
Sainte Marie des Ombres, sa nouvelle série en cours, est publié depuis début 2014 chez Bragelonne, dans la collection primo-numérique Snark.
Travaillant aujourd'hui à plein temps dans l'édition, elle anime également des ateliers d'écriture depuis septembre 2013 et donne des conférences sur son thème de prédilection : les littératures de l'imaginaire. Ses fictions présentent en général des héroïnes marginales, aux prises avec des créatures issues des panthéons du monde entier, et devant trouver leur identité dans un univers urbain moderne. La relation aux autres, le féminisme et la quête de soi font partie des axes principaux de ses intrigues, que ce soit dans sa trilogie « young adult » comme dans sa pentalogie Sainte Marie des Ombres.

## Œuvres

### Romans
- Changelins, T1 : Évolution, 2010, Black Book Éditions  (ISBN 978-2915847840)
- Le Sang des chimères[5]
  - T1 : Mutante, 2013, éditions du Riez  (ISBN 978-2918719649)
  - T2 : Errante, 2013, éditions du Riez  (ISBN 978-2918719656)
  - T3 : Vivante, 2014, éditions du Riez  (ISBN 978-2918719663)
- Sainte Marie des Ombres[4]
  - T1 : La Brûlure de la nuit, 2014, éditions Bragelonne  (ISBN 979-1028102067)
  - T2 : L'Enfant des ténèbres, 2014, éditions Bragelonne  (ISBN 979-1028102142)
  - T3 : L'Emprise des dévorantes, 2014, éditions Bragelonne  (ISBN 979-1028102241)
  - T4 : La Voie du crépuscule, 2015, éditions Bragelonne (ISBN 979-1028100162)
  - T5 : La Mémoire de l'obscurité, 2016, éditions Bragelonne  (ISBN 979-1028101015)
  - Cœur de mercenaire, 2017, BMR

### Recueil de nouvelles
- Fragments et Cicatrices, 2014, éditions du Chat noir[6],  (ISBN 979-1090627475)

### Essai
- Bit-lit ! L'amour des vampires, 2010, Les Moutons électriques éditeur  (ISBN 978-2361830380)

### Novellas
- Erzébet Bathory, comtesse sanglante, 2007, éditions les Six Brumes  (ISBN 978-2980963230)
- Plaisir infernal, 2013, éditions les Six Brumes  (ISBN 978-2923864150)
- L'éternelle danse des roseaux, 2015, dans Black Mambo[7] (éditions du Chat noir), avec Vanessa Terral et Morgane Caussarieu  (ISBN 979-1090627703)

### Nouvelles
- Un mécompte de sirène (Anthologie Contes et légendes revisités), 2006, éditions Parchemins et Traverses
- Pousses de papyrus (Anthologie C'est pourtant joli Bernard comme prénom), 2006, éditions Souffle court
- Le Reclus du Ponant (Anthologie La Tour), 2006, éditions Parchemins et Traverses
- L'autre face du don (Anthologie Vampires), 2007, éditions Glyphes
- Régénérescence (revue Lunatique), 2008, éditions Eons
- Brève correspondance (Lanfeust Mag), 2008
- L'Île des sourds (Revue les hésitations d'une mouche), 2008
- La Nuit de la louve (Anthologie Le crépuscule des loups), 2008, éditions Le Calepin jaune
- Téléghostcom (Lanfeust Mag), 2009
- Néo-genèse (Revue Fées divers), 2009
- Libre-choix (Anthologie L), 2009, CDS éditions
- Le pacte d'Hécate (Anthologie Les Héritiers d'Homère), 2009, éditions Argemmios
- Démence, Jouissance, Délivrance (Anthologie Identités), 2009, éditions Glyphes
- Passeur de vie (Anthologie Plumes de chats), 2009, éditions Rivière blanche
- Annonciation, Court-bouillon, Rédemption (Anthologie Malpertuis I), 2009, éditions Malpertuis
- Une Stryge dans les égouts (revue Les hésitations d'une mouche), 2009
- Coralie n'aime pas la pluie (Anthologie Il était 7 fois), 2010, éditions Argemmios
- La Mort marraine (Anthologie Contes de villes et de fusées), 2010, éditions Ad Astra
- Lionne des Palustres (Anthologie Fauves et Métamorphoses), 2010, CDS éditions
- Demi-sang (revue Galaxies), 2011
- L'Appel du tambour (Anthologie Chants de totems), 2011, éditions Argemmios
- La Cave à Margot (Anthologie Borders), 2011, CDS éditions
- L'Essor (Anthologie Les Dames baroques), 2011, éditions du Riez
- Issue de la glaise (Anthologie Afrique-s), 2011, éditions Parchemins et Traverses
- Les Vieilles (Anthologie Antho-noire pour nuits blanches), 2012, La Cabane à mots
- Un conte de loups (Anthologie Cœurs de loups), 2013, éditions du Riez
- Emela-Ntouka (Anthologie Légendes d'Afrique), 2015, éditions Elenya

### Jeux vidéo
Sophie Dabat a également scénarisé l'épisode 3 "Péronelle", publié en 2016, de la série de mini-RPG AENIGMA coordonnée par Laurent Pendarias. 